# 미국바닷가재
미국바닷가재(학명: Homarus americanus)는 가시발새우과에 속하는 바닷가재의 일종이다. 대서양바닷가재, 캐네이디언 레드(Canadian Reds)로도 일컫는다. 몸길이는 64cm, 몸무게는 20kg 안팎으로 자란다.

## 요리
버터를 곁들여 굽거나 쪄내는 것이 일반적이라 한다.